# Beaworthy
Beaworthy – wieś w Anglii, w hrabstwie Devon, w dystrykcie West Devon. Leży 46 km na zachód od miasta Exeter i 295 km na zachód od Londynu.